# H3K9me2

توضح الصورة المثيلة التدريجية للحمض الأميني لايسين. المثيلة الثنائية (إضافة مجموعتي ميثيل) هي سمة التعدل فوق الجيني H3K9me2.

H3K9me2 هو تعديل فوق جيني لبروتين الهستون هـ3 الذي يُحزِّم الدنا وهو علامة تدل على المثيلة المزدوجة للايسين رقم 9 في بروتين الهستون هـ3. H3K9me2 له صله قوية بتثبيط نسخ الجينات. مستويات H3K9me2 عاليةٌ لدى الجينات الصامتة مقارنة بالجينات النشطة في منطقة مجاورة لموقع بدأ النسخ طولها 10 كيلوقاعدة. يثبط H3K9me2 التعبير الجيني بكلتا الطريقتين: الهامدة (غير النشطة) عبر منع الأستلة [الإنجليزية] وبذلك منع ارتباط بوليميراز الرنا أو العوامل المنظمة الخاصة به، والنشطة عبر تجنيد مثبطات النسخ. وُجد H3K9me2 كذلك في الكتل الكبيرة -المسماة نطاقات الكروماتين المنظم الكبيرة K9 ‏(LOCKS) التي تتواجد بشكل أساسي في المناطق قليلة الجينات، وكذلك في المناطق البينية داخل الجين وبين الجينات. تُحفّز إضافة هذا التعديل بواسطة G9a والبروتين المماثل لـG9a وPRDM2. يمكن أن يُنزع H3K9me2 بواسطة مجموعة واسعة من نازعات ميثيل لايسين الهستون (KDMs) منها: KDM1 وKDM3 وKDM4 وKDM7. ‏ H3K9me2 مهم للعديد من العمليات البيولوجية مثل: تحديد سلالة الخلية عند التمايز (التزام سلالة الخلية)، إعادة برمجة الخلايا الجسدية إلى خلايا جذعية كثيرة القدرة مستحثة، تنظيم الاستجابة الالتهابية، وإدمان تعاطي العقارات.